# 吳氏中饋錄
《浦江吳氏中饋錄》，亦即《吳氏中饋錄》，是中國古代的一本食谱，作者吴氏，该书出版年份不详，是中国有史记载最早的女子私房菜谱。

## 创作背景
《吳氏中饋錄》最早收录于元朝陶宗仪《说郛》一书中，全名为《浦江吴氏中馈录》，其得名于作者吴氏，她是浙江省浦江县的女厨师，其本名及生平事迹不详，而「中饋」则是古代中国對在家中主理廚政的婦人的称呼。有关于她生活及创作此书的年代，学界主流观点认为是两宋，但也有学者不同意这个观点，朱瑞熙参照书中使用的避讳字、外来食品传入中国的年代以及书中食物的名称，认为《吳氏中饋錄》出版于元代。还有人透过书中提及的水产品来源，认为吴氏的原籍并不是浦江县，而是位于钱塘江干流的萧山县或浦阳江中下游的诸暨县，因为这些地方盛产水产品。

## 内容
相对于以文言文创作的典籍，《吳氏中饋錄》大量使用白话文及吴语词汇，口语化程度较高且言简意赅，全书大致可以分成脯鲊（鱼肉类）、制蔬、甜食三个章节，共记录了七十多种菜品制作方法:53，其中脯鮓20种、制蔬38种、甜食15种，其烹饪时作者亦长于调味品的使用，并首次提及了酱油在料理烹饪中的应用，该书一定程度上反映了婺州菜的发展历史，不过由于食材原料缺乏记载，解說含糊不清，部分菜肴已经失传。

## 影响
《吳氏中饋錄》被学者视为中国有史记载最早的女子家常菜谱，作者吳氏也因此与创作宋嫂鱼羹的宋五嫂齐名，受其影响，清朝曾懿也创作了自己的《中饋錄》，以教導女性烹煮，但因为倡导节俭卫生，且列出的菜肴数不多，实用性并不如《吳氏中饋錄》。

## 引用
1. 1 2  . 潮新闻. 中国浙江. 2011-05-25  [2024-07-13]. （原始内容存档于2024-07-13）.
2. ↑  陳紀臨; 方曉嵐. . 香港: 萬里機構出版. 2017: 17  [2024-07-13]. ISBN 9789621464842. （原始内容存档于2024-07-13）.
3. ↑  金华市浦江县广播电视台. . 澎湃新闻. 2022-12-27  [2024-07-13].
4. 1 2  朱瑞熙. . 《饮食文化研究》. 2004, (1): 53–54. CNKI ZDSW200402001006.
5. ↑  郜彦杰. . 《襄樊职业技术学院学报》. 2009, 8 (02): 112–114. CNKI XFZY200902043.
6. ↑  金华市浦江县广播电视台. . 澎湃新闻. 2021-04-17  [2024-07-13].
7. ↑  Otsuka, Hideaki.  (PDF). Journal of the Kikkoman Institute for International Food Culture (Koutarou Yamashita). July 30, 2021, 21: 3–8  [2024-07-14]. （原始内容存档 (PDF)于2023-01-16） （英语）.
8. ↑  Shurtleff, William. . Akiko Aoyagi. Lafayette, CA: Soyinfo Center. 2012. ISBN 978-1-928914-44-0. OCLC 816134994 （英语）.
9. ↑  . 浙江在线. 中国浙江. 2011-05-20  [2024-07-14].
10. ↑  . 婺城新闻网. 中国浙江. 2011-11-10  [2024-07-14].
11. ↑  吳燕秋.  (PDF). 《近代中國婦女史研究》 (台北市: 中央研究院近代史研究所). 2018-06, (31): 57–58  [2024-07-14]. （原始内容存档 (PDF)于2023-06-07）.

## 延伸阅读
- Madame Wu; Sean Jy-Shyang Chen. . Toronto, Ontario, Canada: Linea. 2023. ISBN 9781777938727. OCLC 1409336503 （英语）.
- 吴氏; 孙世增; 刘晨. . 中国北京: 中国商业出版社. 2022. ISBN 9787520822268. OCLC 1408510998.